# Eleições autárquicas de 2013 em Oeiras
As eleições autárquicas de 2013 serviram para eleger os membros para os diferentes órgãos do poder local no Concelho de Oeiras.
Os resultados deram nova vitória, ao movimento "Isaltino - Oeiras Mais à Frente", que conquistou 33,45% dos votos e 5 deputados e, assim, mantendo, a câmara conquistadas em 2005, apesar de Isaltino Morais estar detido, tendo sido Paulo Vistas a liderar o movimento.
Quantos aos outros partidos, o Partido Social Democrata ultrapassou o Partido Socialista no segundo lugar, enquanto que, a Coligação Democrática Unitária manteve um vereador no executivo camarário.

## Resultados Oficiais
Os resultados para os diferentes órgãos do poder local no Concelho de Oeiras foram os seguintes:

### Câmara Municipal
| Partido                 | Partido                               | Votos   | %               | +/-  | Vereadores | +/-     |
| ----------------------- | ------------------------------------- | ------- | --------------- | ---- | ---------- | ------- |
|                         | Isaltino - Oeiras Mais à Frente       | 23 071  | 33,45 / 100,00  | 8,07 | 5 / 11     | Estável |
|                         | Partido Social Democrata              | 13 215  | 19,16 / 100,00  | -    | 3 / 11     | -       |
|                         | Partido Socialista                    | 12 638  | 18,32 / 100,00  | 7,45 | 2 / 11     | 1       |
|                         | Coligação Democrática Unitária        | 6 309   | 9,15 / 100,00   | 1,84 | 1 / 11     | Estável |
|                         | CDS – Partido Popular                 | 2 631   | 3,81 / 100,00   | -    | 0 / 11     | -       |
|                         | Bloco de Esquerda                     | 2 554   | 3,70 / 100,00   | 0,21 | 0 / 11     | Estável |
|                         | Partido pelos Animais e pela Natureza | 1 841   | 2,67 / 100,00   | Novo | 0 / 11     | Novo    |
|                         | PCTP/MRPP                             | 402     | 0,58 / 100,00   | 0,05 | 0 / 11     | Estável |
|                         | Partido Trabalhista Português         | 186     | 0,27 / 100,00   | -    | 0 / 11     | -       |
| Votos Inválidos         | Votos Inválidos                       | 6 125   | 8,88 / 100,00   | 4,44 |            |         |
| Total                   | Total                                 | 68 972  | 100,00 / 100,00 |      | 11 / 11    |         |
| Eleitorado/Participação | Eleitorado/Participação               | 147 666 | 46,71 / 100,00  | 7,30 |            |         |

### Assembleia Municipal
| Partido                 | Partido                               | Votos   | %               | +/-  | Mandatos | +/-     |
| ----------------------- | ------------------------------------- | ------- | --------------- | ---- | -------- | ------- |
|                         | Isaltino - Oeiras Mais à Frente       | 21 023  | 30,48 / 100,00  | 8,43 | 12 / 33  | 2       |
|                         | Partido Socialista                    | 13 010  | 18,86 / 100,00  | 6,93 | 7 / 33   | 2       |
|                         | Partido Social Democrata              | 12 378  | 17,95 / 100,00  | -    | 7 / 33   | -       |
|                         | Coligação Democrática Unitária        | 7 615   | 11,04 / 100,00  | 2,37 | 4 / 33   | 1       |
|                         | Bloco de Esquerda                     | 3 325   | 4,82 / 100,00   | 0,45 | 1 / 33   | Estável |
|                         | CDS – Partido Popular                 | 3 018   | 4,38 / 100,00   | -    | 1 / 33   | -       |
|                         | Partido pelos Animais e pela Natureza | 2 337   | 3,39 / 100,00   | Novo | 1 / 33   | Novo    |
| Votos Inválidos         | Votos Inválidos                       | 6 259   | 9,07 / 100,00   | 4,95 |          |         |
| Total                   | Total                                 | 68 965  | 100,00 / 100,00 |      | 33 / 33  |         |
| Eleitorado/Participação | Eleitorado/Participação               | 147 666 | 46,70 / 100,00  | 7,29 |          |         |

### Juntas de Freguesia
| Partido                 | Partido                               | Votos   | %               | +/-  | Presidentes | Mandatos | +/-     |
| ----------------------- | ------------------------------------- | ------- | --------------- | ---- | ----------- | -------- | ------- |
|                         | Grupo de Cidadãos                     | 22 310  | 32,34 / 100,00  | 5,95 | 4 / 5       | 32 / 87  | 27      |
|                         | Partido Socialista                    | 13 224  | 19,17 / 100,00  | 6,71 | 1 / 5       | 21 / 87  | 19      |
|                         | Partido Social Democrata              | 12 466  | 18,07 / 100,00  | -    | 0 / 5       | 18 / 87  | -       |
|                         | Coligação Democrática Unitária        | 7 426   | 10,77 / 100,00  | 1,86 | 0 / 5       | 11 / 87  | Estável |
|                         | Bloco de Esquerda                     | 3 374   | 4,89 / 100,00   | 0,10 | 0 / 5       | 3 / 87   | 2       |
|                         | CDS – Partido Popular                 | 3 019   | 4,38 / 100,00   | -    | 0 / 5       | 2 / 87   | -       |
|                         | Partido pelos Animais e pela Natureza | 916     | 1,33 / 100,00   | Novo | 0 / 5       | 0 / 87   | Novo    |
| Votos Inválidos         | Votos Inválidos                       | 6 247   | 9,05 / 100,00   | 4,89 |             |          |         |
| Total                   | Total                                 | 68 982  | 100,00 / 100,00 |      | 5 / 5       | 87 / 87  | 49      |
| Eleitorado/Participação | Eleitorado/Participação               | 147 666 | 46,71 / 100,00  | 7,29 |             |          |         |

## Resultados por Freguesia

### Câmara Municipal
| Freguesia                                      | %     | %     | %     | %     | %    | %    | %    | %    | %    | Votantes |
| Freguesia                                      | IOMAF | PSD   | PS    | CDU   | CDS  | BE   | PAN  | PCTP | PTP  | Votantes |
| ---------------------------------------------- | ----- | ----- | ----- | ----- | ---- | ---- | ---- | ---- | ---- | -------- |
| Algés, Linda-a-Velha e Cruz Quebrada - Dafundo | 25,59 | 21,58 | 21,25 | 10,06 | 5,10 | 3,87 | 2,71 | 0,54 | 0,36 | 18 853   |
| Barcarena                                      | 31,15 | 18,79 | 20,97 | 10,93 | 2,59 | 3,69 | 2,68 | 0,72 | 0,29 | 5 561    |
| Carnaxide e Queijas                            | 30,12 | 19,65 | 19,32 | 9,87  | 3,15 | 3,57 | 2,64 | 0,85 | 0,21 | 14 221   |
| Oeiras                                         | 40,88 | 18,07 | 14,04 | 7,79  | 3,90 | 3,62 | 2,82 | 0,46 | 0,22 | 24 239   |
| Porto Salvo                                    | 38,06 | 15,20 | 21,56 | 8,41  | 2,16 | 3,84 | 2,02 | 0,46 | 0,30 | 6 098    |
| Oeiras                                         | 33,45 | 19,16 | 18,32 | 9,15  | 3,81 | 3,70 | 2,67 | 0,58 | 0,27 | 68 972   |

#### Algés, Linda-a-Velha e Cruz Quebrada - Dafundo
| Partido                 | Partido                               | Votos  | %               | +/-  |
| ----------------------- | ------------------------------------- | ------ | --------------- | ---- |
|                         | Isaltino - Oeiras Mais à Frente       | 4 824  | 25,59 / 100,00  | 9,86 |
|                         | Partido Social Democrata              | 4 068  | 21,58 / 100,00  | -    |
|                         | Partido Socialista                    | 4 007  | 21,25 / 100,00  | 8,09 |
|                         | Coligação Democrática Unitária        | 1 896  | 10,06 / 100,00  | 2,24 |
|                         | CDS – Partido Popular                 | 962    | 5,10 / 100,00   | -    |
|                         | Bloco de Esquerda                     | 730    | 3,87 / 100,00   | 0,12 |
|                         | Partido pelos Animais e pela Natureza | 510    | 2,71 / 100,00   | Novo |
|                         | PCTP/MRPP                             | 101    | 0,54 / 100,00   | 0,06 |
|                         | Partido Trabalhista Português         | 68     | 0,36 / 100,00   | -    |
| Votos Inválidos         | Votos Inválidos                       | 1 687  | 8,95 / 100,00   | 4,88 |
| Total                   | Total                                 | 18 853 | 100,00 / 100,00 |      |
| Eleitorado/Participação | Eleitorado/Participação               | 42 107 | 44,77 / 100,00  | 8,00 |

#### Barcarena
| Partido                 | Partido                               | Votos  | %               | +/-  |
| ----------------------- | ------------------------------------- | ------ | --------------- | ---- |
|                         | Isaltino - Oeiras Mais à Frente       | 1 732  | 31,15 / 100,00  | 7,63 |
|                         | Partido Socialista                    | 1 166  | 20,97 / 100,00  | 7,64 |
|                         | Partido Social Democrata              | 1 045  | 18,79 / 100,00  | -    |
|                         | Coligação Democrática Unitária        | 608    | 10,93 / 100,00  | 1,31 |
|                         | Bloco de Esquerda                     | 205    | 3,69 / 100,00   | 0,82 |
|                         | Partido pelos Animais e pela Natureza | 149    | 2,68 / 100,00   | Novo |
|                         | CDS – Partido Popular                 | 144    | 2,59 / 100,00   | -    |
|                         | PCTP/MRPP                             | 40     | 0,72 / 100,00   | 0,51 |
|                         | Partido Trabalhista Português         | 16     | 0,29 / 100,00   | -    |
| Votos Inválidos         | Votos Inválidos                       | 456    | 8,20 / 100,00   | 4,32 |
| Total                   | Total                                 | 5 561  | 100,00 / 100,00 |      |
| Eleitorado/Participação | Eleitorado/Participação               | 11 362 | 48,94 / 100,00  | 6,17 |

#### Carnaxide e Queijas
| Partido                 | Partido                               | Votos  | %               | +/-  |
| ----------------------- | ------------------------------------- | ------ | --------------- | ---- |
|                         | Isaltino - Oeiras Mais à Frente       | 4 284  | 30,12 / 100,00  | 9,35 |
|                         | Partido Social Democrata              | 2 794  | 19,65 / 100,00  | -    |
|                         | Partido Socialista                    | 2 747  | 19,32 / 100,00  | 8,19 |
|                         | Coligação Democrática Unitária        | 1 404  | 9,87 / 100,00   | 1,48 |
|                         | Bloco de Esquerda                     | 508    | 3,57 / 100,00   | 0,53 |
|                         | CDS – Partido Popular                 | 448    | 3,15 / 100,00   | -    |
|                         | Partido pelos Animais e pela Natureza | 376    | 2,64 / 100,00   | Novo |
|                         | PCTP/MRPP                             | 121    | 0,85 / 100,00   | 0,34 |
|                         | Partido Trabalhista Português         | 30     | 0,21 / 100,00   | -    |
| Votos Inválidos         | Votos Inválidos                       | 1 509  | 10,61 / 100,00  | 5,82 |
| Total                   | Total                                 | 14 221 | 100,00 / 100,00 |      |
| Eleitorado/Participação | Eleitorado/Participação               | 29 887 | 47,58 / 100,00  | 7,75 |

#### Oeiras
| Partido                 | Partido                               | Votos  | %               | +/-  |
| ----------------------- | ------------------------------------- | ------ | --------------- | ---- |
|                         | Isaltino - Oeiras Mais à Frente       | 9 910  | 40,88 / 100,00  | 6,38 |
|                         | Partido Social Democrata              | 4 381  | 18,07 / 100,00  | -    |
|                         | Partido Socialista                    | 3 403  | 14,04 / 100,00  | 8,08 |
|                         | Coligação Democrática Unitária        | 1 888  | 7,79 / 100,00   | 2,05 |
|                         | CDS – Partido Popular                 | 945    | 3,90 / 100,00   | -    |
|                         | Bloco de Esquerda                     | 877    | 3,62 / 100,00   | 0,17 |
|                         | Partido pelos Animais e pela Natureza | 683    | 2,82 / 100,00   | Novo |
|                         | PCTP/MRPP                             | 112    | 0,46 / 100,00   | 0,16 |
|                         | Partido Trabalhista Português         | 54     | 0,22 / 100,00   | -    |
| Votos Inválidos         | Votos Inválidos                       | 1 986  | 8,19 / 100,00   | 3,57 |
| Total                   | Total                                 | 24 239 | 100,00 / 100,00 |      |
| Eleitorado/Participação | Eleitorado/Participação               | 51 894 | 46,71 / 100,00  | 7,23 |

#### Porto Salvo
| Partido                 | Partido                               | Votos  | %               | +/-  |
| ----------------------- | ------------------------------------- | ------ | --------------- | ---- |
|                         | Isaltino - Oeiras Mais à Frente       | 2 321  | 38,06 / 100,00  | 7,38 |
|                         | Partido Socialista                    | 1 315  | 21,56 / 100,00  | 4,98 |
|                         | Partido Social Democrata              | 927    | 15,20 / 100,00  | -    |
|                         | Coligação Democrática Unitária        | 513    | 8,41 / 100,00   | 0,78 |
|                         | Bloco de Esquerda                     | 234    | 3,84 / 100,00   | 0,82 |
|                         | CDS – Partido Popular                 | 132    | 2,16 / 100,00   | -    |
|                         | Partido pelos Animais e pela Natureza | 123    | 2,02 / 100,00   | Novo |
|                         | PCTP/MRPP                             | 28     | 0,46 / 100,00   | 0,55 |
|                         | Partido Trabalhista Português         | 18     | 0,30 / 100,00   | -    |
| Votos Inválidos         | Votos Inválidos                       | 487    | 7,99 / 100,00   | 5,36 |
| Total                   | Total                                 | 6 098  | 100,00 / 100,00 |      |
| Eleitorado/Participação | Eleitorado/Participação               | 12 416 | 49,11 / 100,00  | 5,65 |

### Assembleia Municipal
| Freguesia                                      | %     | %     | %     | %     | %    | %    | %    | Votantes |
| Freguesia                                      | IOMAF | PS    | PSD   | CDU   | BE   | CDS  | PAN  | Votantes |
| ---------------------------------------------- | ----- | ----- | ----- | ----- | ---- | ---- | ---- | -------- |
| Algés, Linda-a-Velha e Cruz Quebrada - Dafundo | 23,26 | 21,66 | 20,29 | 11,95 | 4,95 | 5,44 | 3,19 | 18 843   |
| Barcarena                                      | 27,75 | 21,45 | 17,34 | 13,22 | 4,62 | 3,25 | 3,70 | 5 561    |
| Carnaxide e Queijas                            | 28,04 | 19,46 | 18,43 | 11,81 | 4,71 | 3,53 | 3,09 | 14 225   |
| Oeiras                                         | 37,63 | 14,69 | 17,07 | 9,40  | 4,67 | 4,71 | 3,78 | 24 235   |
| Porto Salvo                                    | 32,58 | 23,09 | 13,65 | 11,01 | 5,47 | 2,77 | 2,84 | 6 101    |
| Oeiras                                         | 30,48 | 18,86 | 17,95 | 11,04 | 4,82 | 4,34 | 3,39 | 68 965   |

#### Algés, Linda-a-Velha e Cruz Quebrada - Dafundo
| Partido                 | Partido                               | Votos  | %               | +/-  |
| ----------------------- | ------------------------------------- | ------ | --------------- | ---- |
|                         | Isaltino - Oeiras Mais à Frente       | 4 383  | 23,26 / 100,00  | 8,93 |
|                         | Partido Socialista                    | 4 081  | 21,66 / 100,00  | 7,53 |
|                         | Partido Social Democrata              | 3 824  | 20,29 / 100,00  | -    |
|                         | Coligação Democrática Unitária        | 2 251  | 11,95 / 100,00  | 2,99 |
|                         | CDS – Partido Popular                 | 1 025  | 5,44 / 100,00   | -    |
|                         | Bloco de Esquerda                     | 933    | 4,95 / 100,00   | 0,39 |
|                         | Partido pelos Animais e pela Natureza | 601    | 3,19 / 100,00   | Novo |
| Votos Inválidos         | Votos Inválidos                       | 1 745  | 9,26 / 100,00   | 5,37 |
| Total                   | Total                                 | 18 843 | 100,00 / 100,00 |      |
| Eleitorado/Participação | Eleitorado/Participação               | 42 107 | 44,75 / 100,00  | 7,95 |

#### Barcarena
| Partido                 | Partido                               | Votos  | %               | +/-  |
| ----------------------- | ------------------------------------- | ------ | --------------- | ---- |
|                         | Isaltino - Oeiras Mais à Frente       | 1 543  | 27,75 / 100,00  | 7,84 |
|                         | Partido Socialista                    | 1 193  | 21,45 / 100,00  | 7,48 |
|                         | Partido Social Democrata              | 964    | 17,34 / 100,00  | -    |
|                         | Coligação Democrática Unitária        | 735    | 13,22 / 100,00  | 1,39 |
|                         | Bloco de Esquerda                     | 257    | 4,62 / 100,00   | 1,25 |
|                         | Partido pelos Animais e pela Natureza | 206    | 3,70 / 100,00   | Novo |
|                         | CDS – Partido Popular                 | 181    | 3,25 / 100,00   | -    |
| Votos Inválidos         | Votos Inválidos                       | 482    | 8,67 / 100,00   | 4,88 |
| Total                   | Total                                 | 5 561  | 100,00 / 100,00 |      |
| Eleitorado/Participação | Eleitorado/Participação               | 11 362 | 48,94 / 100,00  | 6,21 |

#### Carnaxide e Queijas
| Partido                 | Partido                               | Votos  | %               | +/-  |
| ----------------------- | ------------------------------------- | ------ | --------------- | ---- |
|                         | Isaltino - Oeiras Mais à Frente       | 3 989  | 28,04 / 100,00  | 9,75 |
|                         | Partido Socialista                    | 2 768  | 19,46 / 100,00  | 7,65 |
|                         | Partido Social Democrata              | 2 621  | 18,43 / 100,00  | -    |
|                         | Coligação Democrática Unitária        | 1 680  | 11,81 / 100,00  | 2,16 |
|                         | Bloco de Esquerda                     | 670    | 4,71 / 100,00   | 0,59 |
|                         | CDS – Partido Popular                 | 502    | 3,53 / 100,00   | -    |
|                         | Partido pelos Animais e pela Natureza | 440    | 3,09 / 100,00   | Novo |
| Votos Inválidos         | Votos Inválidos                       | 1 555  | 10,94 / 100,00  | 6,44 |
| Total                   | Total                                 | 14 225 | 100,00 / 100,00 |      |
| Eleitorado/Participação | Eleitorado/Participação               | 29 887 | 47,60 / 100,00  | 7,73 |

#### Oeiras
| Partido                 | Partido                               | Votos  | %               | +/-  |
| ----------------------- | ------------------------------------- | ------ | --------------- | ---- |
|                         | Isaltino - Oeiras Mais à Frente       | 9 120  | 37,63 / 100,00  | 7,35 |
|                         | Partido Social Democrata              | 4 136  | 17,07 / 100,00  | -    |
|                         | Partido Socialista                    | 3 559  | 14,69 / 100,00  | 6,43 |
|                         | Coligação Democrática Unitária        | 2 277  | 9,40 / 100,00   | 2,39 |
|                         | CDS – Partido Popular                 | 1 141  | 4,71 / 100,00   | -    |
|                         | Bloco de Esquerda                     | 1 131  | 4,67 / 100,00   | 0,21 |
|                         | Partido pelos Animais e pela Natureza | 917    | 3,78 / 100,00   | Novo |
| Votos Inválidos         | Votos Inválidos                       | 1 954  | 8,07 / 100,00   | 4,00 |
| Total                   | Total                                 | 24 235 | 100,00 / 100,00 |      |
| Eleitorado/Participação | Eleitorado/Participação               | 51 894 | 46,70 / 100,00  | 7,25 |

#### Porto Salvo
| Partido                 | Partido                               | Votos  | %               | +/-  |
| ----------------------- | ------------------------------------- | ------ | --------------- | ---- |
|                         | Isaltino - Oeiras Mais à Frente       | 1 988  | 32,58 / 100,00  | 9,40 |
|                         | Partido Socialista                    | 1 409  | 23,09 / 100,00  | 4,94 |
|                         | Partido Social Democrata              | 833    | 13,65 / 100,00  | -    |
|                         | Coligação Democrática Unitária        | 672    | 11,01 / 100,00  | 1,31 |
|                         | Bloco de Esquerda                     | 334    | 5,47 / 100,00   | 0,70 |
|                         | Partido pelos Animais e pela Natureza | 173    | 2,84 / 100,00   | Novo |
|                         | CDS – Partido Popular                 | 169    | 2,77 / 100,00   | -    |
| Votos Inválidos         | Votos Inválidos                       | 523    | 8,57 / 100,00   | 4,04 |
| Total                   | Total                                 | 6 101  | 100,00 / 100,00 |      |
| Eleitorado/Participação | Eleitorado/Participação               | 12 416 | 49,14 / 100,00  | 5,59 |

### Juntas de Freguesia

#### Algés, Linda-a-Velha e Cruz Quebrada- Dafundo
| Partido                 | Partido                         | Votos  | %               | Mandatos |
| ----------------------- | ------------------------------- | ------ | --------------- | -------- |
|                         | Isaltino - Oeiras Mais à Frente | 4 824  | 25,59 / 100,00  | 6 / 21   |
|                         | Partido Socialista              | 4 029  | 21,37 / 100,00  | 5 / 21   |
|                         | Partido Social Democrata        | 3 904  | 20,71 / 100,00  | 5 / 21   |
|                         | Coligação Democrática Unitária  | 2 264  | 12,01 / 100,00  | 3 / 21   |
|                         | CDS – Partido Popular           | 1 102  | 5,85 / 100,00   | 1 / 21   |
|                         | Bloco de Esquerda               | 950    | 5,04 / 100,00   | 1 / 21   |
| Votos Inválidos         | Votos Inválidos                 | 1 779  | 9,44 / 100,00   |          |
| Total                   | Total                           | 18 852 | 100,00 / 100,00 | 21 / 21  |
| Eleitorado/Participação | Eleitorado/Participação         | 42 107 | 44,77 / 100,00  |          |

#### Barcarena
| Partido                 | Partido                         | Votos  | %               | +/-  | Mandatos | +/-     |
| ----------------------- | ------------------------------- | ------ | --------------- | ---- | -------- | ------- |
|                         | Isaltino - Oeiras Mais à Frente | 1 577  | 28,40 / 100,00  | 5,47 | 4 / 13   | 1       |
|                         | Partido Socialista              | 1 296  | 23,34 / 100,00  | 6,65 | 4 / 13   | Estável |
|                         | Partido Social Democrata        | 994    | 17,90 / 100,00  | -    | 3 / 13   | -       |
|                         | Coligação Democrática Unitária  | 726    | 13,08 / 100,00  | 0,15 | 2 / 13   | Estável |
|                         | Bloco de Esquerda               | 270    | 4,86 / 100,00   | 0,69 | 0 / 13   | Estável |
|                         | CDS – Partido Popular           | 184    | 3,31 / 100,00   | -    | 0 / 13   | -       |
| Votos Inválidos         | Votos Inválidos                 | 505    | 9,10 / 100,00   | 5,21 |          |         |
| Total                   | Total                           | 5 552  | 100,00 / 100,00 |      | 13 / 13  |         |
| Eleitorado/Participação | Eleitorado/Participação         | 11 362 | 48,86 / 100,00  | 6,26 |          |         |

#### Carnaxide e Queijas
| Partido                 | Partido                         | Votos  | %               | Mandatos |
| ----------------------- | ------------------------------- | ------ | --------------- | -------- |
|                         | Isaltino - Oeiras Mais à Frente | 4 435  | 31,19 / 100,00  | 7 / 19   |
|                         | Partido Socialista              | 2 693  | 18,94 / 100,00  | 4 / 19   |
|                         | Partido Social Democrata        | 2 621  | 18,43 / 100,00  | 4 / 19   |
|                         | Coligação Democrática Unitária  | 1 688  | 11,87 / 100,00  | 3 / 19   |
|                         | Bloco de Esquerda               | 736    | 5,18 / 100,00   | 1 / 19   |
|                         | CDS – Partido Popular           | 524    | 3,68 / 100,00   | 0 / 19   |
| Votos Inválidos         | Votos Inválidos                 | 1 523  | 10,71 / 100,00  |          |
| Total                   | Total                           | 14 220 | 100,00 / 100,00 | 19 / 19  |
| Eleitorado/Participação | Eleitorado/Participação         | 29 887 | 47,58 / 100,00  |          |

#### Oeiras
| Partido                 | Partido                               | Votos  | %               | Mandatos |
| ----------------------- | ------------------------------------- | ------ | --------------- | -------- |
|                         | Isaltino - Oeiras Mais à Frente       | 9 212  | 37,98 / 100,00  | 10 / 21  |
|                         | Partido Social Democrata              | 4 087  | 16,85 / 100,00  | 4 / 21   |
|                         | Partido Socialista                    | 3 366  | 13,88 / 100,00  | 3 / 21   |
|                         | Coligação Democrática Unitária        | 2 159  | 8,90 / 100,00   | 2 / 21   |
|                         | Bloco de Esquerda                     | 1 125  | 4,64 / 100,00   | 1 / 21   |
|                         | CDS – Partido Popular                 | 1 074  | 4,43 / 100,00   | 1 / 21   |
|                         | Partido pelos Animais e pela Natureza | 765    | 3,15 / 100,00   | 0 / 21   |
|                         | Movimento Mudança Sustentável         | 526    | 2,17 / 100,00   | 0 / 21   |
| Votos Inválidos         | Votos Inválidos                       | 1 941  | 8,01 / 100,00   |          |
| Total                   | Total                                 | 24 255 | 100,00 / 100,00 | 21 / 21  |
| Eleitorado/Participação | Eleitorado/Participação               | 51 894 | 46,74 / 100,00  |          |

#### Porto Salvo
| Partido                 | Partido                               | Votos  | %               | +/-   | Mandatos | +/-     |
| ----------------------- | ------------------------------------- | ------ | --------------- | ----- | -------- | ------- |
|                         | Partido Socialista                    | 1 840  | 30,15 / 100,00  | 1,00  | 5 / 13   | Estável |
|                         | Isaltino - Oeiras Mais à Frente       | 1 600  | 26,22 / 100,00  | 12,88 | 5 / 13   | 1       |
|                         | Partido Social Democrata              | 860    | 14,09 / 100,00  | -     | 2 / 13   | -       |
|                         | Coligação Democrática Unitária        | 589    | 9,65 / 100,00   | 0,13  | 1 / 13   | Estável |
|                         | Bloco de Esquerda                     | 293    | 4,80 / 100,00   | 1,10  | 0 / 13   | Estável |
|                         | Partido pelos Animais e pela Natureza | 151    | 2,47 / 100,00   | Novo  | 0 / 13   | Novo    |
|                         | Movimento Mudança Sustentável         | 136    | 2,23 / 100,00   | Novo  | 0 / 13   | Novo    |
|                         | CDS – Partido Popular                 | 135    | 2,21 / 100,00   | -     | 0 / 13   | -       |
| Votos Inválidos         | Votos Inválidos                       | 499    | 8,18 / 100,00   | 4,03  |          |         |
| Total                   | Total                                 | 6 103  | 100,00 / 100,00 |       | 13 / 13  |         |
| Eleitorado/Participação | Eleitorado/Participação               | 12 416 | 49,15 / 100,00  | 5,58  |          |         |

#### Juntas antes e depois das Eleições
| Freguesia                                      | 2009-2013   | 2009-2013         | 2009-2013      | 2013-2017 | 2013-2017          | 2013-2017      |
| ---------------------------------------------- | ----------- | ----------------- | -------------- | --------- | ------------------ | -------------- |
| Algés, Linda-a-Velha e Cruz Quebrada - Dafundo | Não Existia | Não Existia       | Não Existia    |           | Grupo de Cidadãos  | 25,59 / 100,00 |
| Barcarena                                      |             | Grupo de Cidadãos | 33,87 / 100,00 |           | Grupo de Cidadãos  | 28,40 / 100,00 |
| Carnaxide e Queijas                            | Não Existia | Não Existia       | Não Existia    |           | Grupo de Cidadãos  | 31,19 / 100,00 |
| Oeiras e São Julião da Barra                   | Não Existia | Não Existia       | Não Existia    |           | Grupo de Cidadãos  | 37,98 / 100,00 |
| Porto Salvo                                    |             | Grupo de Cidadãos | 39,10 / 100,00 |           | Partido Socialista | 30,15 / 100,00 |